# Мицкоский, Христиан
Христиан Мицкоский (макед. Христијан Мицкоски; род. 29 сентября 1977, Скопье, СФРЮ) — македонский государственный и политический деятель. Премьер-министр Северной Македонии с 23 июня 2024 года.

## Биография
Мицкоский родился 29 сентября 1977 года в Скопье. После окончания учёбы он стал доктором философии и доцентом факультета машиностроения в Университете имени Святых Кирилла и Мефодия в Скопье.
После отставки Николы Груевского Мицкоский стал новым лидером партии ВМРО-ДПМНЕ в декабре 2017 года. Мицкоский заявил, что он и его партия выступают за ЕС и НАТО. Однако правдивость его высказываний была воспринята общественностью с сомнением. Мицкоский имеет тесные связи с президентами Венгрии и Сербии Виктором Орбаном и Александром Вучичем. Вместе с партией Мицкоский стал одним из главных участников протестов в Северной Македонии в 2022 году.
По некоторым сведениям, Христиан Мицкоский в годы студенчества был кандидатом от Либерально-демократической партии на пост президента университета, однако эта информация была предоставлена некоторыми членами партии, которые были против избрания Мицкоского её генеральным секретарём.
В сентябре 2022 года он инициировал проведение референдума, на котором будет денонсирован договор о дружбе между Болгарией и Северной Македонией. Как заявил основатель ВМРО-ДПМНЕ Георгиевский, «Мицкоский похож на идеологического наследника движения сербских четников в Македонии».